# Chassidische Synagoge (Sadagora)

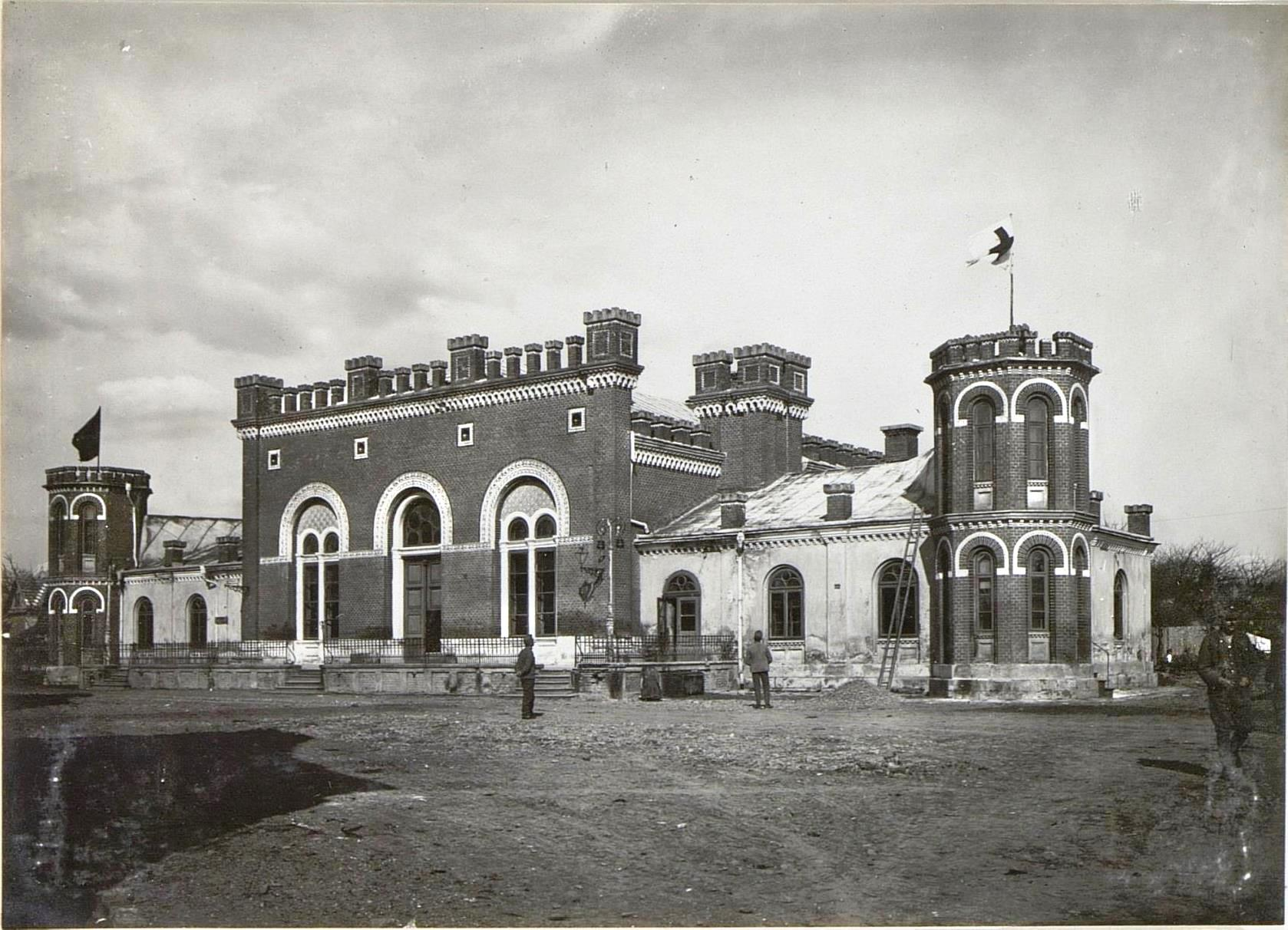
Chassidische Synagoge um 1914

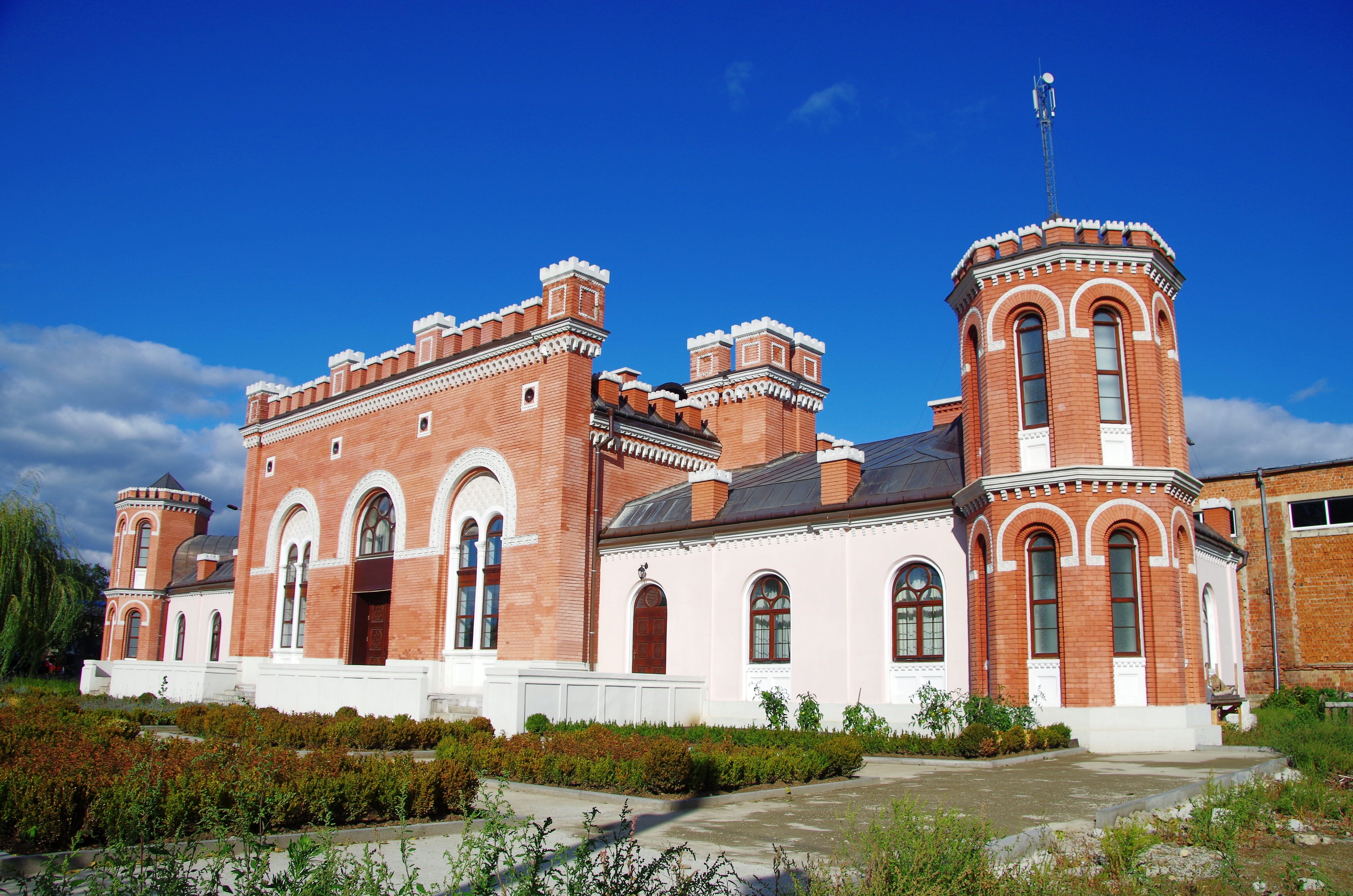
Die Synagoge 2019

Die Chassidische Synagoge in Sadagora, einem  Stadtteil der ukrainischen Stadt Czernowitz, wurde von 1864 bis 1881 erbaut. Nach Jahren des Verfalls nach dem Zweiten Weltkrieg wurde sie 2016 restauriert. Sie ist auch unter dem Namen Rebbes Klois bekannt.

## Geschichte
Der chassidische Rabbiner Israel Friedmann kam 1842 nach Sadagora, wo er seinen Hof errichtete. Kurz vor seinem Tod 1850 verfügte er, dass eine große Synagoge gebaut werden solle. Dies wurde von seinem Sohn Abraham Jakob Friedmann durchgeführt und der Bau wurde 1881 vollendet.
Schon nach dem Ersten Weltkrieg nahm die Bedeutung der Wunderrabbis und damit auch des Ortes ab. Nach dem Holocaust und dem Ende des Zweiten Weltkriegs kam Sadagora zur Sowjetunion. Die Behörden nutzten das Gebäude zu einer Metallfabrik um Später verfiel es immer mehr. Dank der Bemühungen und Spendengelder besonders der chassidischen Juden in aller Welt wurden ab den 2010er Jahren Restaurierungsarbeiten durchgeführt. Im Jahr 2016 konnte die Synagoge in alter Pracht wieder eröffnet werden.

## Architektur
Das Gebäude ist aus roten Klinkersteinen im Maurischen Stil mit burgartigen Zinnen und Türmen errichtet.
Die äußeren Grundmaße sind 45,17 ×  25,46 m. Das Hauptgebäude war der Gebetssaal der Männer. Es hat eine Vorhalle und besteht aus zwei Stockwerken. Flankiert ist es an der Nord- und Südseite von eingeschossigen verputzten Seitenflügeln. Diese wiederum haben an ihren westlichen Ecken zweigeschossige achteckige Türme aus Backsteinen. Sie sind innen nicht mit den Räumlichkeiten der Flügel verbunden.
Die Haupthalle hat nach Westen hin zwei Etagen; in der ersten die Vorhalle und zwei weitere Räume, und in der zweiten drei Räume, die vermutlich die Gebetsräume der Frauen waren.
Sie misst 18,90 × 16,70 m und hat zwölf Rundbogenfenster. Sie ist mit einem Walmdach überdeckt.
Der Toraschrein war zentral in einer Nische der östlichen Wand. Er war aus Stahl und von einer mit Perlen und Juwelen verzierten Parochet (Toravorhang) verdeckt. Die Bima war auch nicht mehr vorhanden.
Die Wände waren mit Wandgemälden und Holzschnitzereien verziert.
Die beiden Seitenflügel hatten je zwei Räume, von denen einer vermutlich der private Gebetsraum des Zaddik war.